# Célio Santos
Célio, właśc. Célio Ferreira dos Santos (ur. 20 lipca 1987, w Paracatu, w stanie Minas Gerais, Brazylia) – brazylijski piłkarz, grający na pozycji obrońcy.

## Kariera piłkarska

### Kariera klubowa
Wychowanek klubu União Recreativa dos Trabalhadores. W 2006 rozpoczął karierę piłkarską w klubie Ferroviário Fortaleza, skąd przeszedł do Ponte Preta. W 2008 został wypożyczony do São Bento, a w 2009 do Cascavel. W 2009 został piłkarzem klubu Vila Aurora. W marcu 2010 został zaproszony do chińskiego klubu Shaanxi Zhongjian Chanba. Latem 2011 przeniósł się do mołdawskiej Dacii Kiszyniów. W lipcu 2012 podpisał 4-letni kontrakt z Tawrią Symferopol. Po rozformowaniu klubu w maju 2014 opuścił Krym.

## Sukcesy i odznaczenia

### Sukcesy klubowe
- wicemistrz Mołdawii: 2012